# عزیزانت را بکش (فیلم ۲۰۱۳)
عزیزانت را بکش (به انگلیسی: Kill Your Darlings) فیلم درام زندگی‌نامه‌ای آمریکایی به کارگردانی جان کروکیداس بر اساس داستانی از آستین بان محصول سال ۲۰۱۳ است.
این فیلم درمورد برهه‌ای از زندگی آلن گینزبرگ، نویسنده و شاعر آمریکایی می‌باشد.

## افتخارها
| جایزه‌ها                              | جایزه‌ها        | جایزه‌ها                     | جایزه‌ها                 | جایزه‌ها  |
| جایزه                                | تاریخ برگزاری  | گروه                        | نامزدها و دریافت‌کنندگان | نتیجه    |
| ------------------------------------ | -------------- | --------------------------- | ----------------------- | -------- |
| جشنواره فیلم لندن                    | ۱۹ اکتبر ۲۰۱۳  | جایزه ساترلند               | جان کروکیداس            | نامزدشده |
| جایزه گوتهام                         | ۲ دسامبر ۲۰۱۳  | بهترین بازیگر جدید مرد      | دین دیهان               | نامزدشده |
| جشنواره بین‌المللی فیلم همپتون        | ۱۲ اکتبر ۲۰۱۳  | بهترین اجرا                 | دین دیهان               | برنده    |
| جشنواره بین‌المللی فیلم همپتون        | ۱۲ اکتبر ۲۰۱۳  | بهترین اجرا                 | جک هیوستون              | برنده    |
| جشنواره بین‌المللی فیلم پالم اسپرینگز | ۵ ژانویه ۲۰۱۳  | کارگردانان تماشایی          | جان کروکیداس            | برنده    |
| جشنواره فیلم ساندنس                  | ۲۶ ژانویه ۲۰۱۳ | جایزه ویژه هیئت داوران      |                         | نامزدشده |
| جشنواره فیلم ونیز                    | ۷ سپتامبر ۲۰۱۳ | جایزه بین‌المللی روزهای ونیز |                         | برنده    |